# Morgny-la-Pommeraye
Morgny-la-Pommeraye és un municipi francès situat al departament del Sena Marítim i a la regió de Normandia. L'any 2007 tenia 1.023 habitants.

## Demografia

### Població
El 2007 la població de fet de Morgny-la-Pommeraye era de 1.023 persones. Hi havia 356 famílies de les quals 56 eren unipersonals (12 homes vivint sols i 44 dones vivint soles), 88 parelles sense fills, 188 parelles amb fills i 24 famílies monoparentals amb fills.
La població ha evolucionat segons el següent gràfic:
Habitants censats

### Habitatges
El 2007 hi havia 366 habitatges, 356 eren l'habitatge principal de la família, 3 eren segones residències i 7 estaven desocupats. 361 eren cases i 1 era un apartament. Dels 356 habitatges principals, 313 estaven ocupats pels seus propietaris, 39 estaven llogats i ocupats pels llogaters i 4 estaven cedits a títol gratuït; 3 tenien una cambra, 6 en tenien dues, 40 en tenien tres, 97 en tenien quatre i 210 en tenien cinc o més. 308 habitatges disposaven pel capbaix d'una plaça de pàrquing. A 133 habitatges hi havia un automòbil i a 209 n'hi havia dos o més.

### Piràmide de població
La piràmide de població per edats i sexe el 2009 era:
| Homes | Edats   | Dones |
| ----- | ------- | ----- |
| 0     | 95 o +  | 0     |
| 0     | 90 a 94 | 0     |
| 4     | 85 a 89 | 0     |
| 0     | 80 a 84 | 0     |
| 12    | 75 a 79 | 8     |
| 8     | 70 a 74 | 12    |
| 8     | 65 a 69 | 12    |
| 28    | 60 a 64 | 12    |
| 24    | 55 a 59 | 4     |
| 24    | 50 a 54 | 28    |
| 36    | 45 a 49 | 40    |
| 32    | 40 a 44 | 44    |
| 68    | 35 a 39 | 72    |
| 24    | 30 a 34 | 20    |
| 16    | 25 a 29 | 24    |
| 4     | 20 a 24 | 8     |
| 40    | 15 a 19 | 44    |
| 48    | 10 a 14 | 48    |
| 64    | 5 a 9   | 52    |
| 32    | 0 a 4   | 12    |

## Economia
El 2007 la població en edat de treballar era de 685 persones, 532 eren actives i 153 eren inactives. De les 532 persones actives 507 estaven ocupades (264 homes i 243 dones) i 25 estaven aturades (11 homes i 14 dones). De les 153 persones inactives 48 estaven jubilades, 68 estaven estudiant i 37 estaven classificades com a «altres inactius».

### Ingressos
El 2009 a Morgny-la-Pommeraye hi havia 357 unitats fiscals que integraven 1.025,5 persones, la mediana anual d'ingressos fiscals per persona era de 19.897 €.

### Activitats econòmiques
Dels 28 establiments que hi havia el 2007, 1 era d'una empresa extractiva, 7 d'empreses de construcció, 11 d'empreses de comerç i reparació d'automòbils, 2 d'empreses de transport, 2 d'empreses d'informació i comunicació, 1 d'una empresa immobiliària, 3 d'empreses de serveis i 1 d'una empresa classificada com a «altres activitats de serveis».
Dels 8 establiments de servei als particulars que hi havia el 2009, 1 era un taller de reparació d'automòbils i de material agrícola, 1 paleta, 1 guixaire pintor, 1 fusteria, 3 lampisteries i 1 agència immobiliària.
L'únic establiment comercial que hi havia el 2009 era una botiga de menys de 120 m².
L'any 2000 a Morgny-la-Pommeraye hi havia 11 explotacions agrícoles que ocupaven un total de 665 hectàrees.

## Equipaments sanitaris i escolars
El 2009 hi havia una escola elemental.

## Poblacions més properes
El següent diagrama mostra les poblacions més properes.